# 2 Dywizjon Artylerii Konnej (austro-węgierski)
Dywizjon Artylerii Konnej Nr 2 (rtAD. 2) – dywizjon artylerii konnej cesarskiej i królewskiej Armii.

## Historia dywizjonu
Dywizjon stacjonował w III dzielnicy Wiednia, w Koszarach Krymskiego przy ulicy Baumgasse 37 i wchodził w skład Dywizja Kawalerii Wiedeń, która w 1912 roku została przemianowana na 3 Dywizję Kawalerii. Pod względem wyszkolenia dywizjon był podporządkowany komendantowi 2 Brygady Artylerii Polowej.
W 1916 roku oddział został przemianowany na Dywizjon Artylerii Konnej Nr 3. W 1918 roku jednostka nosiła nazwę „Pułk Artylerii Polowej Nr 3 K” (niem. Feldartillerieregiment Nr 3 K).

## Skład
- Dowództwo
- 3 x bateria po  4 armaty 8 cm FK M.5.

## Żołnierze
Komendanci dywizjonu
- płk Wilhelm Radosta ( – 1912)
- ppłk Joseph Gyergyai-Komm (1912 – 1913)
- kpt. Karl Hervay-Kirchberg (p.o. 1914[4])

Oficerowie
- płk Karol Olbracht Austriacki (1912–1918)